# کیپن
کیپن (به انگلیسی: Kippen) یک روستا در بریتانیا است که در استیرلینگ واقع شده‌است. کیپن ۱٬۱۴۰ نفر جمعیت دارد.